# Zion Temple Celebration Center
Zion Temple Celebration Center (ZTCC) är ett pentekostalt trossamfund, som grundades 1995 i Rwanda av dr. Paul M Gitwaza.
Idag har man över 20 000 medlemmar i 14 länder, i fem världsdelar (bland annat i USA, Kanada, Storbritannien, Belgien, Frankrike och Danmark). I  Sverige finns en församling i Eskilstuna. 
ZTCC har sitt internationella huvudkontor i Kigali.